# Ланкре, Мишель Анж
Мишель Анж Ланкре — французский математик и инженер.
Известен своим вкладом в дифференциальную геометрию кривых.

## Биография
Учился в Политехнической школе с 1794 года.
Стал инженером мостов и дорог в 1797 году.
Сопровождал Наполеона в Египетском походе как член Комиссии наук и искусств, состоящей из 167 технических экспертов.
Начал описывать различные памятники на берегах Нила и остатки древней цивилизации фараонов.
Он же написал первоначальный отчет о Розеттском камне, который был опубликован от имени недавно основанной Наполеоном научной ассоциации в Каире — Института Египта.
В своём отчете он отметил, что на камне содержались три надписи, первая из которых была сделана иероглифами, а третья — на греческом, и справедливо предположил, что на камне были представлены три версии одного и того же текста.
Доклад Ланкре от 19 июля 1799 года был зачитан на заседании Института вскоре после 25 июля.
По возвращении во Францию в апреле 1802 года он был назначен ответственным за то, что впоследствии стало «Описанием Египта», и руководил изданием с 1805 года.